# Odaxothrissa
Odaxothrissa is een geslacht van straalvinnige vissen uit de familie van haringen (Clupeidae).

## Soorten
- Odaxothrissa ansorgii Boulenger, 1910
- Odaxothrissa losera Boulenger, 1899
- Odaxothrissa mento Regan, 1917
- Odaxothrissa vittata Regan, 1917